# Vlajka Burkiny Faso

Burkinofaská vlajka
Poměr stran: 2:3

Vlajka Burkiny Faso byla přijata 4. srpna 1984 na základě nařízení prezidenta číslo 84-043-CNR-PRES z 2. srpna 1984. Je tvořena listem o poměru stran 2:3 se dvěma horizontálními pruhy, červeným a zeleným, se zlatou (žlutou) pěticípou hvězdou uprostřed.
Design vlajky byl založen na panafrických barvách. Červená barva symbolizuje revoluční boj a závazek, zelená je symbolem zemědělství, hojnosti a naděje. Hvězda je symbolem socialistické revoluce, která údajně dovede zemi ke šťastné budoucnosti.
Rozměry hvězdy nejsou pravděpodobně žádným zákonem či předpisem určeny. Po zavedení byla zobrazována o velikosti přibližně 1/2 šířky vlajky, po roce 1987 často s velikostí 1/3 šířky vlajky. Přibližně od roku 1991 je převážně zobrazována o průměru asi 1/4 šířky vlajky. Na stránkách FOTV o rozměrech vlajky Burkiny Faso je průměr hvězdy 1/3 šířky vlajky.

Rozměry burkinofaské vlajky
Vlajka burkinofaského prezidenta Poměr stran: 1:1
Vlajka hornovoltského prezidenta (1959–1984) Poměr stran: 1:1

## Historie
První, tzv. mossijské, státy založily na území dnešní Burkiny Faso již v 11. století Mosijové. Státy Wagadugu, Jatenga nebo Dagomba byly schopny vzdorovat muslimům ze severu. V roce 1896 však Francouzi nejprve dobyli hlavní město Wagadugu (dnešní hl. město Ouagadougou), později celé území a následně vyhlásili protektorát Horní Volta. Prvními vlajkami zde užívanými tak byly vlajky francouzské.
18. října 1904 bylo území Horní Volty začleněno do Francouzské Západní Afriky, nejprve v rámci kolonie Horní Senegal-Niger a od 1. března 1919 již jako Francouzská Horní Volta. K 1. lednu 1933 bylo území rozděleno mezi Francouzský Súdán (dnešní Mali), Pobřeží slonoviny a Niger. V letech 1938–1940 bylo území součástí kolonie Pobřeží slonoviny. Po 2. světové válce byla obnovena Horní Volta v hranicích z roku 1919. Od 4. ledna 1947 byla Horní Volta francouzským zámořským územím v rámci Francouzské Západní Afriky. 11. prosince 1958 získala Horní Volta autonomii v rámci Francouzského společenství. Od roku 1896 až do roku 1959 se na území dnešní Burkiny Faso užívala pouze francouzská vlajka.
9. prosince 1959 byla v Horní Voltě zavedena vlastní státní vlajka. Vlajkou autonomní republiky se stal list o poměru stran 2:3 se třemi horizontálními pruhy: černým, bílým a červeným. Barvy symbolizovaly tři řeky, zdrojnice řeky Volty: Černá Volta, Bílá Volta a Červená Volta. 5. srpna 1960 získala Republika Horní Volta plnou nezávislost. Státní vlajkou se stala dosavadní černo-bílo-červená trikolóra.
4. srpna 1983 se po puči kapitána Thomase Sankary dostala k moci marxistická vláda, která přesně po roce změnila název státu na domorodé Burkina Faso (republika Země spravedlivých) a zároveň zavedla novou vlajku, platnou po drobných změnách dodnes.

Francouzská vlajka Horní Volty (1896–1959) Poměr stran: 2:3
Hornovoltská vlajka (1959–1984) Poměr stran: 2:3